# Ballon (Ierland)
Ballon, (Iers: Balana) is een plaats in Ierse graafschap Carlow. Het ligt in het midden van het graafschap en telde in 2006 644 inwoners .
Ballinkillen · Ballon · Ballymurphy · Borris · Carlow · Clonegal · Clonmore · Fennagh · Hacketstown · Kildavin · Leighlinbridge · Muine Bheag · Myshall · Nurney · Old Leighlin · Rathvilly · Royal Oak · St Mullin's · Tinryland · Tullow